# 澤田軍治郎
澤田 軍治郎（さわだ ぐんじろう、1940年 - ）は、大阪教育大学名誉教授。

## 来歴
滋賀県高島市生まれ。滋賀県立高島高等学校卒業。1964年大阪外国語大学ロシア語学科卒業。1967年京都大学大学院修士課程社会学専攻修了。高野山大学を経て、1972年から2005年まで大阪教育大学にて教鞭を執る。その後、大阪総合保育大学教授を歴任。

## 栄典
- 2020年4月 - 瑞宝中綬章受章[1]。

## 著書
- 『ロシア社会論集』（金壽堂出版有限会社）
- ホランダー『アメリカ社会とソビエト社会』（鹿島出版会）
- キャリコット『地球の洞察』（みすず書房）